# Tonometr Schiøtza
Tonometr Schiøtza – przyrząd do pomiaru ciśnienia wewnątrzgałkowego, wynaleziony przez norweskiego okulistę Hjalmara Augusta Schiøtza. W praktyce okulistycznej jest coraz rzadziej stosowany.

## Zasada działania
Pomiar polega na ocenie stopnia odkształcenia (wgłobienia) rogówki osoby badanej przez siłę o znanej wartości. Stanowiący część tonometru ciężarek (o znanej masie) umieszcza się na uprzednio znieczulonej rogówce, a wielkość odkształcenia odczytuje na skali. Jeśli w gałce ocznej panuje wysokie ciśnienie, standardowo używany ciężarek o masie 5,5 g nie jest jej w stanie odkształcić, używa się wówczas cięższych ciężarków o masie do 10 g.
Wartość ciśnienia wewnątrzgałkowego jest wyznaczana z użyciem odpowiedniej tabeli na podstawie wielkości odkształcenia i masy użytego ciężarka.

## Ograniczenia
Różnica sztywności ścian gałki ocznej zaburza dokładność pomiaru, zawyżając wynik u osób starszych i zaniżając go m.in. u pacjentów z chorobą Gravesa-Basedowa i krótkowidzów.